# 마포구
마포구(麻浦區)는 대한민국 서울특별시의 서부에 있는 구이다. 동쪽으로 중구·용산구, 북쪽으로는 서대문구·은평구와 접하고, 남쪽으로는 한강을 경계로 강서구·영등포구, 서쪽으로는 경기도 고양시 덕양구와 경계를 이룬다.
은평구와 더불어 서대문구에서 분리된 지역으로, 시내버스 7권역에 해당하는 지역이다.

## 지명
마포의 지명 유래에 관해 두 가지가 전한다. 이 지역에는 호수가 세 군데 있어서 삼포로 불렸는데 한국어의 '삼'자에 해당하는 한자어 '마'자가 붙음으로써 마포가 되었다는 설이 있다. 하지만 이곳 물가에 베옷을 짓는 마가 많이 재배되어 마포가 되었다는 설도 있다.

## 역사
- 1944년 11월 1일 경기도 경성부 서대문구 및 용산구에서 각 일부를 분리하여 경기도 경성부 마포구가 설치되었다.[3]
- 1946년 8월 15일 경기도 서울시 마포구로 개칭하였다.
- 1946년 9월 28일 서울특별자유시 마포구로 개칭하였다.
- 1946년 10월 1일 기존의 ~정(町)의 행정구역을 ~동(洞)으로 일괄 변경하였다.[4]
- 1949년 8월 15일 서울특별시 마포구로 개칭하였다.
- 1955년 4월 18일 종전의 동회를 동으로 개편하였다.[5]

19행정동 - 아현1,2,3,4동, 공덕1,2,3,4동, 신공덕1,2동, 도화1,2동, 관란동, 대흥동, 염리동, 신석동, 세교동, 서강동, 망원동
- 1964년 6월 1일 서대문구와 일부 행정구역 조정이 있었다.[6] (20행정동)
- 1970년 5월 18일 아현1,2,3,4동을 아현1,2,3동으로, 공덕1,2,3,4동을 공덕1,2동으로, 신공덕1,2동을 신공덕동으로 합동하고, 관란동을 용강동으로, 신석동을 신수동으로 개칭하고, 서강동을 창전동과 상수동으로, 세교동을 서교동과 합정동으로 분동하였다. (18행정동)
- 1975년 10월 1일 서대문구 상암동 등이 마포구로 편입되었다.[7] (21행정동 27법정동)
- 1977년 9월 1일 성산동을 성산1동, 성산2동으로 분동하였다.[8] (22행정동)
- 1980년 7월 1일 서교동을 서교동, 동교동으로, 망원동을 망원1,2동으로 분동하였다.[9] (24행정동)
- 1989년 6월 1일 하수동을 상수동에 편입하였다.[10] (26법정동)
- 2007년 1월 1일 아현2동과 아현3동을 아현2동으로, 도화1동과 도화2동을 도화동으로, 창전동과 상수동을 서강동으로 합동하였다.[11] (20행정동)
- 2008년 1월 7일 아현2동과 공덕2동을 아현동으로, 아현1동과 공덕1동, 신공덕동을 공덕동으로, 서교동과 동교동, 노고산동을 서교동으로 합동하였다.[12] (16행정동)입니다

## 행정 구역

행정구역도

마포구의 행정 구역은 26개의 법정동을 16개의 행정이 관할한다. 마포구의 면적은 23.85km2이다. 2020년 7월말 주민등록 인구는 177,770세대, 374,036명이다.
| 행정동    | 한자      | 면적 (km2) | 세대    | 인구 (명) |
| --------- | --------- | ---------- | ------- | --------- |
| 공덕동    | 孔德洞    | 1.01       | 15,934  | 37,138    |
| 아현동    | 阿峴洞    | 0.76       | 8,090   | 19,444    |
| 도화동    | 桃花洞    | 0.62       | 9,370   | 23,725    |
| 용강동    | 龍江洞    | 0.84       | 7,677   | 19,333    |
| 대흥동    | 大興洞    | 0.88       | 8,363   | 15,889    |
| 염리동    | 鹽里洞    | 0.43       | 8,053   | 18,047    |
| 신수동    | 新水洞    | 0.78       | 9,131   | 22,237    |
| 서강동    | 西江洞    | 1.45       | 11,347  | 25,616    |
| 서교동    | 西橋洞    | 1.65       | 15,724  | 29,491    |
| 합정동    | 合井洞    | 1.69       | 9,275   | 20,605    |
| 망원제1동 | 望遠第1洞 | 1.14       | 10,588  | 24,534    |
| 망원제2동 | 望遠第2洞 | 0.67       | 8,222   | 21,350    |
| 연남동    | 延南洞    | 0.65       | 9,087   | 20,202    |
| 성산제1동 | 城山第1洞 | 0.80       | 9,023   | 21,372    |
| 성산제2동 | 城山第2洞 | 2.07       | 15,536  | 40,975    |
| 상암동    | 上岩洞    | 8.40       | 11,302  | 33,618    |
| 마포구    | 麻浦區    | 23.84      | 166,722 | 393,576   |

## 인구
서울특별시 마포구의 연도별 인구(내국인) 추이
| 연도   | 총인구    |  |
| ------ | --------- |  |
| 1966년 | 306,280명 |  |
| 1970년 | 348,953명 |  |
| 1975년 | 422,132명 |  |
| 1980년 | 432,131명 |  |
| 1985년 | 441,032명 |  |
| 1990년 | 435,176명 |  |
| 1995년 | 385,347명 |  |
| 2000년 | 365,398명 |  |
| 2005년 | 370,790명 |  |
| 2010년 | 363,343명 |  |
| 2015년 | 381,330명 |  |

## 교통

### 철도

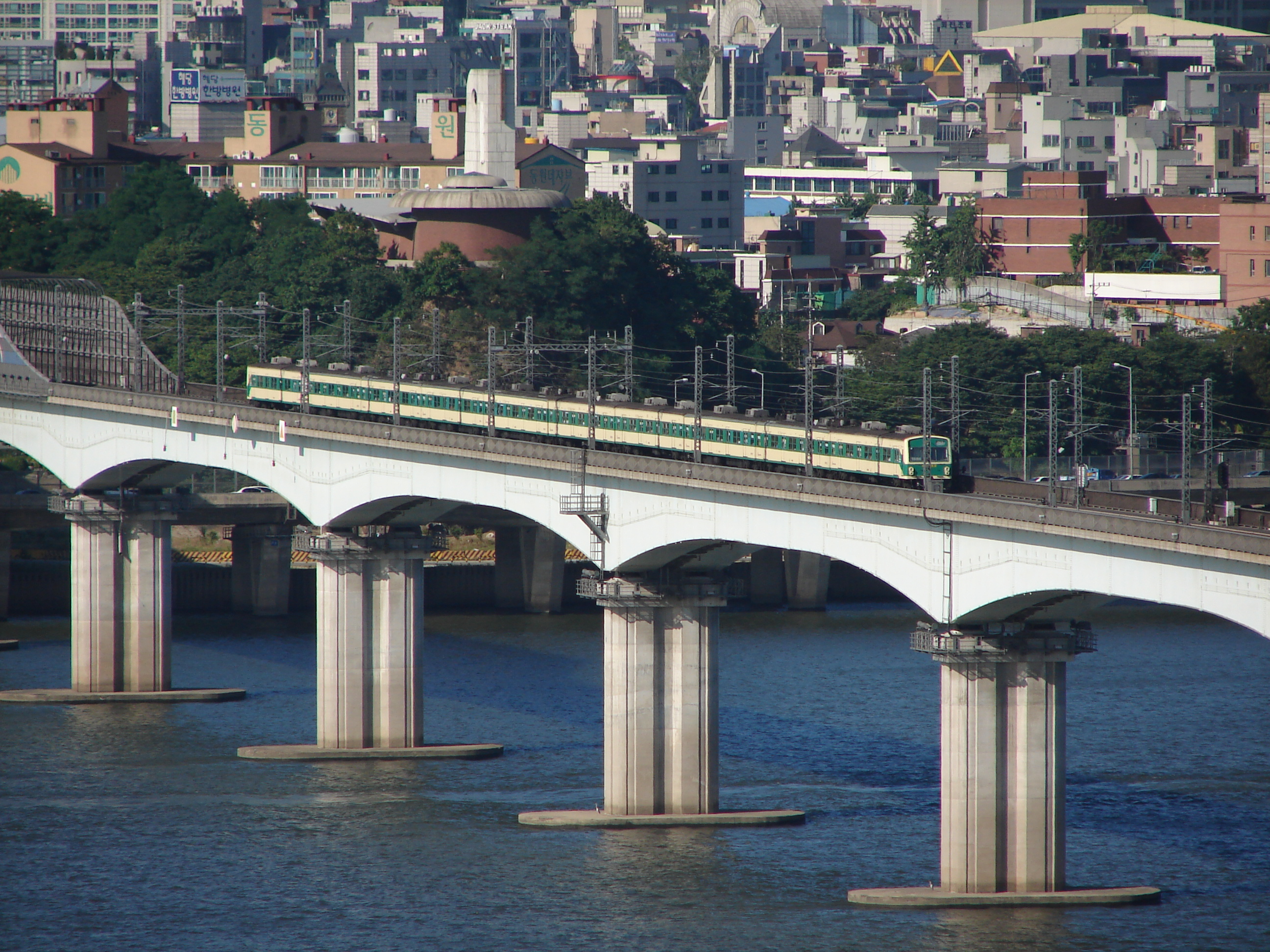
당산철교(합정역과 당산역 사이)

서울 지하철 2호선이 마포구의 합정 (영등포구의 당산역과 연결), 홍대입구 (수도권 전철 경의·중앙선, 인천국제공항철도와 환승), 신촌(지하), 이대, 아현역 (서대문구의 충정로역과 연결)을 지나간다. 수도권 전철 5호선은 마포구의 마포역, 공덕역 (서울 지하철 6호선, 인천국제공항철도, 수도권 전철 경의·중앙선과 환승), 애오개역을 지나간다. 서울 지하철 6호선은 마포구의 월드컵경기장역, 마포구청역, 망원역, 합정역 (서울 지하철 2호선과 환승), 상수역, 광흥창역, 대흥역, 공덕역 (수도권 전철 경의·중앙선, 인천국제공항철도, 수도권 전철 5호선과 환승)을 지나간다. 인천국제공항철도 및 용산선이 마포구를 거쳐 가며, 공덕역이 마포구에서 가장 많은 노선이 교차하는 역이다. 수도권 전철 경의·중앙선은 마포구의 가좌역, 홍대입구역, 서강대역, 공덕역을 지나간다. 인천국제공항철도는 마포구의 홍대입구역, 공덕역을 지나간다.

### 버스 업체

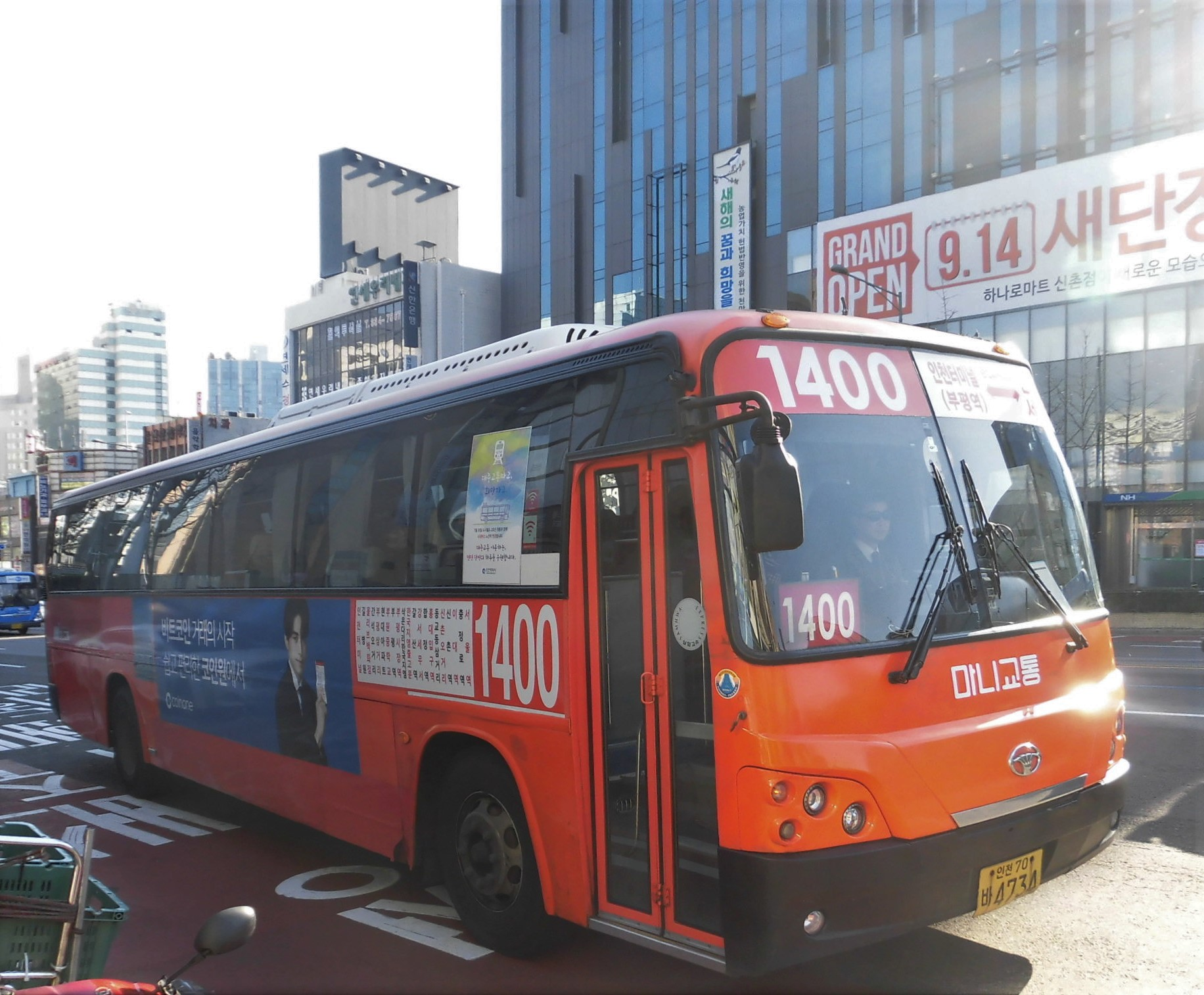
신촌로를 통과하고 있는 마니교통 소속 인천 1400번 버스

시내버스
| 업체명       | 대표자        | 위 치                 |
| ------------ | ------------- | --------------------- |
| 다모아자동차 | 이경동 이준석 | 가양대로 117 (상암동) |
| 유성운수     | 이준수 이희철 | 구룡길 40 (상암동)    |

마을버스
| 업체명         | 대표자 | 위 치                                             |
| -------------- | ------ | ------------------------------------------------- |
| 마포운수       | 원유석 | 월드컵로42길 40, 지하107호 (상암동, 상암근린상가) |
| 미금운수       | 최은택 | 가양대로 127 (상암동)                             |
| 승마교통       | 김기용 | 토정로 10 (합정동)                                |
| 성암운수       | 한명옥 | 월드컵로42길 14, 203호 (상암동, 8단지상가)        |
| 신수동마을버스 |        |                                                   |
| 아현운수       | 최선미 | 가양대로 127 (상암동)                             |
| 온누리운수     |        | 연남로 73, 1층 (연남동)                           |
| 웅산교통       | 이미향 | 용산구 효창원로 53 (신창동)                       |
| 정암운수       | 윤필중 | 망원로 19, 201호 (망원동, 참존아파트)             |
| 합정운수       | 이영옥 | 방울내로11길 129 (망원동)                         |

## 문화
공공예술가 5명의 모임인 "공화국 리라"는 2007년부터 망원동의 구석구석을 예술품으로 장식하는 "동네예술가 프로젝트"를 진행 중이다. 이들은 방범초소나 주택 외벽에 벽화를 그리거나 나무 화단을 설치하고 있다. 공덕동에는 순댓국 등을 파는 "소문난 집", 두부찌개 등을 파는 "옥상휴게실", 모듬전 등을 파는 "원조 할머니 빈대떡"이 있다. 도레미의 만화 《검정고무신》과 구자홍의 영화 《나는 공무원이다》의 배경이 된 지역이기도 하다.

## 교육

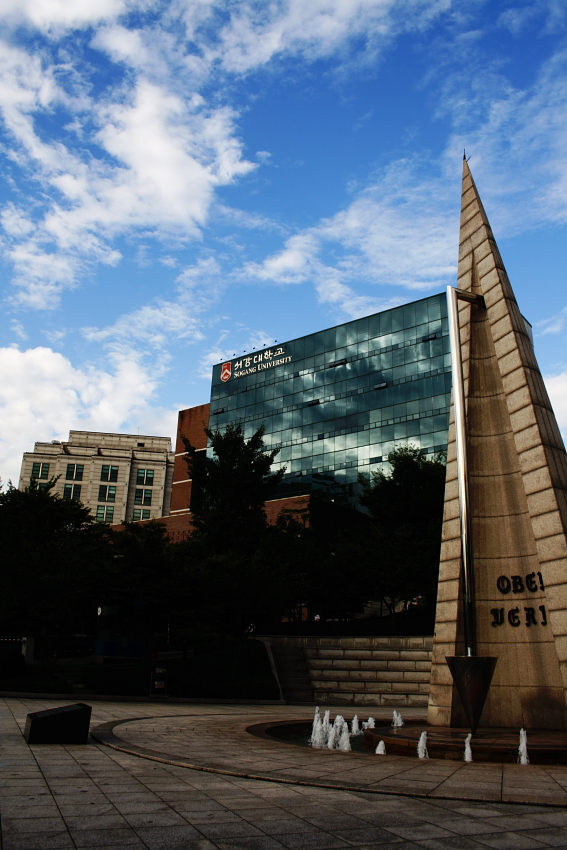
서강대학교

사립대학교
- 서강대학교
- 홍익대학교

고등학교
- 서울여자고등학교
- 한세사이버보안고등학교
- 홍익디자인고등학교
- 경성고등학교
- 상암고등학교
- 광성고등학교
- 홍익대학교 사범대학 부속여자고등학교
- 숭문고등학교
- 아현산업정보학교
- 서울디자인고등학교

중학교
- 경성중학교
- 광성중학교
- 동도중학교
- 상암중학교
- 서울여자중학교
- 성사중학교
- 성산중학교
- 성서중학교
- 숭문중학교
- 신수중학교
- 아현중학교
- 중암중학교
- 창천중학교
- 홍익대학교 사범대학 부속여자중학교

초등학교
- 서울공덕초등학교
- 서울동교초등학교
- 서울마포초등학교
- 서울망원초등학교
- 서울상암초등학교
- 서울상지초등학교
- 서울서강초등학교
- 서울서교초등학교
- 서울성산초등학교
- 서울성서초등학교
- 서울성원초등학교
- 서울소의초등학교
- 서울신북초등학교
- 서울신석초등학교
- 서울아현초등학교
- 서울염리초등학교
- 서울용강초등학교
- 서울중동초등학교
- 서울창천초등학교
- 서울하늘초등학교
- 서울한서초등학교
- 홍익대학교 사범대학 부속초등학교

외국인학교
- 서울일본인학교

특수학교
- 한국우진학교

## 주요 기관
- 국악방송
- CJ ENM 본사
- MBC 상암 신사옥
- YTN뉴스퀘어
- JTBC
- KBS미디어센터
- SBS콘텐츠허브
- TBS
- 도로교통공단 서부운전면허시험장
- 대전광역시서울사무소

## 스포츠
- 서울월드컵경기장 (프로축구 K리그1 FC 서울 홈구장)
- 서울월드컵 보조경기장 (여자 축구 WK리그 서울시청 홈구장)

## 역대 건축물
- 마포아파트 (現 마포삼성아파트)

## 자매 도시
| 지역 & 국가 | 도시       | 도시        |
| ----------- | ---------- | ----------- |
| 대한민국    | 경상북도   | 예천군      |
| 대한민국    | 전라남도   | 신안군      |
| 대한민국    | 충청남도   | 청양군      |
| 대한민국    | 전라북도   | 고창군      |
| 대한민국    | 경상남도   | 남해군      |
| 대한민국    | 인천광역시 | 옹진군      |
| 일본        | 도쿄도     | 가쓰시카 구 |
|             |            |             |